# Overkill (песня)
Overkill (с англ. — «Массовое убийство») — песня британской рок-группы Motörhead, выпущенная синглом в марте 1979 года. Позднее была издана на одноимённом альбоме. Также входит практически во все концертные альбомы и сборники группы.
В поддержку сингла 9 марта 1979 группа исполнила песню на канале BBC в шоу «Top of the Pops». Сингл достиг 39-й позиции в британских чартах. Сторона «Б» сингла содержала композицию «Too Late Too Late» (позднее вошла в переиздание альбома Overkill).
Песня получила успех у фанатов и стала одной из самых известных композиций группы. С момента выхода регулярно исполняется на концертах.
Обложка сингла была создана Джо Петано, на основе обложки одноимённого альбома.
Песня вошла в саундтрек к игре «Guitar Hero World Tour».

## Кавер-версии
- В 1995 году, во время записи альбома Load, группа Metallica записала кавер-версии четырёх песен Motörhead, среди которых была и «Overkill». Позднее эта версия песни была издана на сингле «Hero of the Day» и вошла в альбом Garage Inc.
- Американская трэш-метал-группа Overkill (участники которой взяли название для группы именно в честь этой песни) исполнила свою версию композиции, которая вошла в альбом Coverkill.
- Кавер-версию песни записала немецкая хеви-метал-группа Grave Digger. Позднее она вошла в EP Pray.
- Metallica, Slayer, Anthrax и Megadeth, также известные как «Большая четвёрка трэш-метала», совместно исполнили песню 14 сентября 2011 на концерте в Нью-Йорке, на «Yankee Stadium»[2].
- С сентября 2016 эту песню регулярно исполняют Scorpions[источник не указан 2726 дней].

## Список композиций
1. «Overkill» (Лемми, Кларк, Тейлор) — 5:12
2. «Too Late Too Late» (Лемми, Кларк, Тейлор) — 3:24

## Участники записи
- Иэн Фрэйзер «Лемми» Килмистер — вокал, бас-гитара
- Эдди Кларк — соло-гитара
- Фил «Грязное Животное» Тейлор — ударные

## Позиции в чартах
| Год  | Чарт             | Позиция |
| ---- | ---------------- | ------- |
| 1979 | UK Singles Chart | 39      |